# 충남중학교
충남중학교(忠南中學校)는 대한민국 대전광역시 동구 신흥동에 있는 공립 중학교이다.

## 학교 연혁
- 1955년 4월 27일 : 문교 제1096호로 대전신흥중학교 설립인가(18학급)
- 1955년 4월 28일 : 대전 신흥중학교 교칙 제정
- 1955년 5월 16일 : 초대 이상옥 교장 취임
- 1958년 3월 2일 : 제1회 졸업식 (307명)
- 1960년 3월 1일 : 야구부 창단
- 1963년 3월 1일 : 충남중학교로 교명 변경
- 1969년 3월 1일 : 정구부 창단
- 1970년 3월 2일 : 중학교 병설 실업과정반(공업반) 설치 인가
- 1980년 1월 25일 : 중학교 병설 실업과정반(공업반) 폐지승인
- 2023년 9월 1일 : 제28대 임항진 교장 취임
- 2024년 1월 5일 : 제67회 졸업식(301명) [총 31,064명]

## 참고 자료
- 충남중학교 - 한국교육학술정보원 학교알리미